# Andrew Hein
Andrew William Hein (ur. 1 lipca 1984 w Hinsdale) – amerykański siatkarz, grający na pozycji środkowego, reprezentant Stanów Zjednoczonych. Od sezonu 2013/2014 występuje w austriackiej Bundeslidze, w drużynie Hypo Tirol Innsbruck.

## Sukcesy klubowe
Puchar Rumunii:
- 2008

Mistrzostwo Rumunii
- 2008

Puchar Austrii
- 2014

Mistrzostwo Austrii:
- 2014

## Sukcesy reprezentacyjne
Letnia Uniwersjada:
- 2003

Letnia Uniwersjada:
- 2007

Igrzyska Panamerykańskie:
- 2007

Puchar Panamerykański:
- 2008

Mistrzostwa Ameryki Północnej:
- 2009

Puchar Panamerykański:
- 2011[3]